# 솔메이트
소울메이트(영어: soulmate, 순화어: 교감지기)는 영혼 (soul)의 동료 (mate)라는 뜻으로, 서로 깊은 영적인 연결을 느끼는 중요한 인물이다. 옛날에는 연인 · 부부 등 남녀 사이를 시적으로 표현한 말이었다. 현재에는 스포츠, 비즈니스, 예술 등 분야에 한정하지 않고 큰 성공을 한 사람에게는 가족, 동료 등 솔메이트의 존재가 있다.

## 같이 보기
- 브로맨스
- 인간 관계
- 플라토닉 러브
- 로맨스 (사랑)